# Bernard Witucki
Bernard Witucki (ur. 16 lipca 1918 w Jaroszewie k. Żnina, zm. 26 lipca 1993 w Miastku) – ksiądz katolicki, kapelan Wojska Polskiego w stopniu podpułkownika (?), podający się za generała WP, wieloletni Delegat-Pełnomocnik Związku Uczestników Polskiego Ruchu Oporu we Francji (ZUPRO).

## Życiorys

### Dzieciństwo i młodość
Pochodził z wielodzietnej rodziny chłopskiej spod Żnina. Po ukończeniu szkoły podstawowej w Mamliczu (obecnie woj. kujawsko-pomorskie) rozpoczął naukę w bydgoskim gimnazjum, a następnie w 1937 wyjechał do Francji, gdzie wstąpił do Instytutu Misyjnego w Paryżu. Przyjął sutannę w zgromadzeniu Księży Asumpcjonistów. Studia teologiczne przerwał wybuch II wojny światowej.

### II wojna światowa
Biskup polowy Wojska Polskiego Józef Gawlina pozwolił Wituckiemu na wstąpienie do tworzącej się, po klęsce wrześniowej, we Francji Armii Polskiej. Witucki miał ukończyć szkołę wojskową w Coëtquidan, a następnie z 4. plutonem 3. Kompanii 3. Batalionu Samodzielnej Brygady Strzelców Podhalańskich wziąć udział w norweskiej kampanii pod Narwikiem. 
Następnie – według oficjalnej wersji – po rozwiązaniu brygady podhalańskiej Witucki ukrywał się w klasztorach: Thymadeuc, Limoges, Lyon. Schwytany przez Niemców, został uwięziony w cytadeli De Laduchere w Lyonie, a stamtąd przewieziony do obozu w Surer, gdzie pracował jako drwal. Zajmował się także preparowaniem paliwa z węgla drzewnego. Przy pomocy przyjaciół przedostał się z obozu do szpitala w Lyonie, a stamtąd uciekł do Montpellier. Prymas Polski August Hlond polecił, aby Bernard Witucki kontynuował studia teologiczne, które musiał przerwać ze względu na ścigające go Gestapo. Biskup François-Louis Auvity skierował go do Saint-Flour, gdzie przyjął go biskup Henri Marie Joseph Pinson. Tam Witucki podjął studia pod zmienionym nazwiskiem – Coulouvrat. Gestapo wpadło na jego trop i musiał uciekać z seminarium. Schronił się w górskiej miejscowości Talizat, skąd miejscowy proboszcz zaprowadził go na folwark Giraltat, gdzie Witucki pracował jako pastuch. Przy okazji gromadził broń i materiały wybuchowe i rozpoczął akcje sabotażowe (wysadzanie linii kolejowych i tuneli w Talizat, Neussargues i Le Lioran). Walczył w bitwie pod Mont-Mouchet. Nie wiadomo, w których konkretnie oddziałach francuskiego ruchu oporu służył lub walczył Witucki, ani której organizacji politycznej one podlegały. 
Bernard Witucki święcenia kapłańskie przyjął 29 lipca 1945 w Saint-Flour z rąk biskupa Henri Pinsona. 1 sierpnia 1945 biskup Józef Gawlina mianował go "kapelanem Armii Polskiej we Francji", jednak autor biografii nie wyjaśnia, czy chodziło o jednostki Wojska Polskiego na Zachodzie, czy polskie oddziały partyzanckie działające w okresie okupacji na terenie Francji.
Przez swojego ordynariusza Witucki został zobowiązany do pięcioletniej pracy we Francji, tam był kapelanem Polaków w Masywie Centralnym trzech departamentów: Cantal, Corrèze i Gard. Pełnił także posługę kapłańską w Champagnac les Mines, Veyrières (Cantal), Aurillac i Madic par Saignes. Po ukończeniu studiów uzyskał tytuł magistra teologii. 

### Polska Ludowa
W marcu 1948 wrócił do Polski na prośbę wielu kapłanów – w tym także prymasa Hlonda. W latach 1948–1951 pracował w Słupsku jako prefekt szkół podstawowych, rektor kościoła pw. św. Ottona, kapelan sióstr klarysek od Wieczystej Adoracji. W 1948 został mianowany (nie wiadomo, przez kogo) generalnym kapelanem dawnych kombatantów polskich we Francji i Federacji Alianckich Kombatantów w Europie oraz pełnomocnikiem do obrony praw polskich żołnierzy, którzy walczyli we Francji i po zakończeniu działań wojennych powrócili do Polski. 
W latach 1952–1969 pracował jako proboszcz w Dąbrówce Wielkopolskiej. Wyjeżdżał do Rzymu, Francji i innych państw Europy Zachodniej (1957, 1965). Komenda Wojewódzka Milicji Obywatelskiej w Zielonej Górze w sprawie ks. Wituckiego prowadziła postępowanie ewidencyjno-obserwacyjne o kryptonimie „Pasterz” (1955–1959). Pełnił funkcję proboszcza w Krajence (1969–1974).
W 1970 został mianowany delegatem-pełnomocnikiem Związku Uczestników Polskiego Ruchu Oporu we Francji (ZUPRO) na Polskę. Od czerwca do września 1971 podróżował po Europie Zachodniej, odwiedzając Paryż, siedzibę ZUPRO, grób generała de Gaulle’a, a także inne miasta Francji, Luksemburga, Belgii, Hiszpanii i Włoch. 27 czerwca 1973 Amerykańska Akademia Międzynarodowa Uniwersytetu Harvarda nadała ks. Wituckiemu honorowy stopień naukowy doktora teologii za rozprawę zatytułowaną „Problem ładu społecznego – Pokoju i Łaski w Sumie Teologicznej św. Tomasza z Akwinu” (nr 267 op.). W latach 1974–1975 pełnił funkcję proboszcza parafii pw. św. Mikołaja w Wałczu oraz dziekana miejscowego dekanatu. Przez następne cztery lata przebywał na urlopie zdrowotnym w Gnieźnie.
3 maja 1976 wraz z generałami Wojska Polskiego złożył na Jasnej Górze order Virtuti Militari. Poprzez przyjaciela z czasów wojny – Antoniego Zdrojewskiego – związał się z samozwańczym „prezydentem RP” Julianem Sokolnickim; od 18 czerwca 1989 do 22 grudnia 1990 Witucki pełnił funkcję ministra stanu w powołanych przez Juliusza Sokolnickiego emigracyjnych „rządach”. Jego liczne kontakty z pracownikami ambasady francuskiej w Warszawie spowodowały, że Służba Bezpieczeństwa rozpoczęła sprawę pod kryptonimem „Kombatant” (1979–1980)). 
Przez sześć lat pracował jako proboszcz parafii pw. NMP Wspomożycielki Wiernych w Miastku (1979–1985). Od 1982 pełnił funkcję dekanalnego ojca duchownego. Był członkiem Koła Kombatantów NSZZ „Solidarność” w Gdańsku (1981). Pozostawał w ścisłych kontaktach z ks. Henrykiem Jankowskim i Lechem Wałęsą. W 1985 przeszedł na emeryturę i zamieszkał w Miastku, w swoim prywatnym domu przy ul. Słonecznej 18A (obecnie ul. ks. Generała Bernarda Wituckiego).

## Kontrowersje związane ze stopniem oficerskim i rzekoma nominacja generalska
Podczas kampanii norweskiej w 1940 Witucki miał otrzymać stopień oficerski kapitana. Jednakże dostępne źródła zawierające spis oficerów Samodzielnej Brygady Strzelców Podhalańskich (oraz kapelanów wojskowych w stopniach oficerskich) nie podają nazwiska Bernarda Wituckiego. 
Pod koniec grudnia 1944 Witucki, będąc we Francji, rzekomo miał otrzymać nominację generalską. Dowodem na to ma być – według biografii – dokument podpisany przez Antoniego Zdrojewskiego. Jednakże pułkownik Zdrojewski (generałem został dopiero w 1964) z racji wówczas sprawowanej funkcji szefa Delegatury MON nie posiadał uprawnienia do nadawania stopnia generalskiego, ani żadnego innego stopnia oficerskiego.
Inny dokument – przytoczony w biografii Wituckiego – zawiera informację, że 14 lipca 1945 otrzymał on nominację na generała brygady alianckich sił ruchu oporu IMOS. Na dokumencie tym mają znajdować się podpisy dowódców wojsk alianckich, m.in. gen. Pattona. Jednakże IMOS (Inter-Allied Millitary Organization Sphinx) był tylko jedną z wielu grup ruchu oporu, który rozwinął się na okupowanych obszarach Francji i Belgii, a głównym dowódcą tej organizacji był Konrad (Conrad) Strzelczyk. IMOS nie był częścią Wojska Polskiego. Po powrocie do Polski w 1948 na granicy polsko-czeskiej urzędnicy państwowi ponoć zabrali Wituckiemu legitymację generała brygady Wojska Polskiego (nie wiadomo przez kogo wystawioną), a także bagaż, który przewieziono do Warszawy.
Od 1958 Witucki należał do działającej w PRL jedynej organizacji kombatanckiej ZBoWiD i był tam zarejestrowany jako kapitan. Będąc członkiem ZBoWiD, zwrócił się do krajowych władz polskich o uznanie stopnia generalskiego. W odpowiedzi, w maju 1968 nadano mu stopień podpułkownika z datą wsteczną od marca 1948 roku.
W kwietniu 1970 kierowany przez Antoniego Zdrojewskiego Związek Uczestników Polskiego Ruchu Oporu we Francji (ZUPRO) „ponowił nominację” ks. Wituckiego na „generała brygady Wojska Polskiego i Alianckich Sił Zbrojnych Europejskiego Frontu Wewnętrznego”, datując awans na grudzień 1948. Odtąd na wszystkich uroczystościach patriotyczno-religijnych ks. Witucki występował w mundurze generalskim. Również w prasie polskiej – krajowej i emigracyjnej – Witucki występował jako generał Wojska Polskiego. Między innymi w latach 90. w mundurze generalskim otwierał wojewódzkie zjazdy „Solidarności” w Słupsku, gdzie miejscowe partie polityczne KPN i ZChN obrały go za swego opiekuna. 
3 maja 1976 samozwańczy „Prezydent RP na Wychodźstwie” Juliusz Nowina-Sokolnicki mianował ks. Wituckiego generałem dywizji Wojska Polskiego, a 11 listopada 1990 generałem broni (notabene tenże J. Nowina-Sokolnicki w 1979 mianował A. Zdrojewskiego na stopień Marszałka Polski).

## Apostoł Miłosierdzia Bożego
Bernard Witucki w Polsce był propagatorem kultu Miłosierdzia Bożego. Znał osobiście spowiednika św. Faustyny Kowalskiej, bł. ks. Michała Sopoćkę. Zabiegał, aby władze kościelne zatwierdziły oficjalnie głoszony przez niego kult i wprowadziły w Polsce Święto Miłosierdzia Bożego. Za namową ks. Sopoćki udał się w maju 1957 do Rzymu na spotkanie z kardynałem Alfredem Ottavianim z watykańskiego Świętego Oficjum. Jego wizyta nie przyniosła oczekiwanych rezultatów. Pod koniec pontyfikatu papieża Pawła VI – 30 czerwca 1978 – Kongregacja Doktryny Wiary opublikowała Notyfikację, w której odwołała wcześniejszy dekret z 1958. Od tej chwili ks. Witucki jawnie prowadził swoją działalność misyjną, doczekując beatyfikacji s. Faustyny 18 kwietnia 1993.

## Miejsca pamięci
- 30 lipca 1995 powołano Izbę Pamięci Proboszcza Miasteckiego Księdza Generała Bernarda Wituckiego w Miastku przy ul. Sportowej 2.
- 4 października 1996 Rada Miejska w Miastku, ulicy przy której mieszkał, nadała nazwę: Księdza Generała Bernarda Wituckiego.
- 11 listopada 2002 przy zbiegu ulic Słupskiej i gen. Wybickiego odsłonięto obelisk ku czci walczących o niepodległość z wizerunkiem ks. gen. Wituckiego.
- 20 sierpnia 2013, we wspomnienie św. Bernarda, na ścianie w przedsionku kościoła pw. Miłosierdzia Bożego w Miastku odsłonięto epitafium upamiętniające ks. Wituckiego jako apostoła Miłosierdzia Bożego z okazji 95. rocznicy urodzin i 20. rocznicy jego śmierci[7].

## Odznaczenia

### Polskie
- Krzyż Srebrny Orderu Wojennego Virtuti Militari[przez kogo?][kiedy?]
- Krzyż Zasługi z Mieczami
- Jasnogórski Medal Pro Fide et Patria

### Zagraniczne[potrzebnyprzypis]
- Krzyż Komandorski Orderu Leopolda (Belgia)
- Order Compagnons d’Honneur (Belgia)
- Krzyż Kawalerski Legii Honorowej (Francja)
- Médaille militaire (Francja)
- Krzyż Wojenny z dwoma gwiazdami i palmą (Francja)
- Krzyż Walecznych Służby Ochotniczej 1939–1945 I klasy (Francja)
- Medal Pamiątkowy 1939–1945 z okuciem za służbę ochotniczą (Francja)
- Pamiątkowy Medal Generała Dwighta D. Eisenhowera
- Medal Wojenny Generała George’a S. Pattona
- Interaliancki Krzyż Zasługi Wojskowej
- Pamiątkowy Medal Wojny 1939–1945 z baretką oswobodzenie
- Pamiątkowy Medal Wojenny 1939–1945 z odznaczeniem za walki we Francji i Norwegii z podwójnym okuciem
- Krzyż 50-lecia Czynu Zbrojnego z Wawrzynem